# Coup de grâce
Coup de grâce (fransk: "nådestød") beskriver den handling, hvor man dræber et såret dyr eller menneske med et nådestød for at undgå, at det lider. Udtrykket blev bl.a. brugt i middelalderen i forbindelse med de ridderlige æresbegreber. Det betød, at man ikke lod en såret modstander lide på slagmarken efter en sejr. Særlige våben som f.eks. en rondeldolk kunne benyttes til dette formål (stikke gennem en rustning eller mellem dennes plader) og kaldtes også en misericordie (latin for barmhjertighed). I en tid, hvor lægevidenskaben ikke var særlig udviklet, var døden ofte den bedste udvej, hvis man var hårdt såret.
Coup de grâce eller nådestød kan også bruges om eksempelvis virksomheder, der efter flere års tab til sidst fx bliver ramt af voldsomt stigende råvarepriser og dermed får nådestødet i overført betydning.